# Herbert Hindringer

Herbert Hindringer, 2006

Herbert Hindringer (* 8. November 1974 in Passau) ist ein deutscher Autor.

## Leben und Werk
Hindringer studierte Sozialpädagogik in Landshut. Nach dem Studium arbeitete er in verschiedenen sozialen Einrichtungen. Seit 2005 lebt er in Hamburg. 
Hindringer schrieb zu Beginn ausschließlich Lyrik, veröffentlichte mehrere Gedichtbände, bevor im Jahr 2009 eine erste Prosaveröffentlichung bei SUKULTUR erfolgte.
Er wurde neben u. a. Monika Rinck, Jan Wagner und Nora Bossong im Jahr 2011 von der Wochenzeitung „DIE ZEIT“ eingeladen, in der Reihe „Politik & Lyrik“ Gedichte zu veröffentlichen.
Er ist Teil der seit 2024 bestehenden Hamburger MusikFilmLesebühne „Wir sind spät, aber es ist noch heute“ (mit Katrin Seddig, Julia Herrgesell, Thea Seddig, Katharina Stiel und wechselnden musikalischen Gästen).

## Auszeichnungen und Stipendien
- 2012 Hamburger Literaturförderpreis
- 2022 Hamburger Literaturpreis
- 2023 Sommerresidenz im mare-Künstlerhaus

## Werke

### Einzelveröffentlichungen
- Verkauft sich dieses Büchlein 2000mal, wird Alice Weidel nie Bundeskanzlerin. Hamburg: Literatur Quickie, 2024. ISBN 978-3-949512-37-7
- 111 Gründe, Hamburg zu hassen (unter dem Pseudonym Uwe Uns). Berlin: Schwarzkopf & Schwarzkopf, 2016. ISBN 978-3-86265-610-3
- Nähekurs (zusammen mit Judith Sombray). Hamburg: Fixpoetry Verlag, 2011. ISBN 978-3-942890-09-0
- Der letzte Mensch mit Segelohren. Berlin: SuKuLTuR, 2009 (= „Schöner Lesen“ Nr. 86). ISBN 978-3-941592-01-8
- Distanzschule. Riemerling bei München: yedermann, 2007. ISBN 978-3-935269-35-3
- biete bluterguss & suche das weite. Riemerling bei München: yedermann, 2003. ISBN 978-3-935269-22-3

### In Anthologien (Auswahl)
- „Und der R. rauscht“ in: Ich bin von dem grauen Elend zerfressen (hrsg. v. Florian Voß), München: Allitera Verlag, 2012. ISBN 978-3-86906-373-7
- „Anonymer Leserbrief“ in: Hermetisch offen (hrsg. v. Ron Winkler), Berlin: Verlagshaus J. Frank, 2008. ISBN 978-3-940249-23-4
- „Abgestottert“ in: Das Hamburger Kneipenbuch (hrsg. v. Björn Kuhligk u. Tom Schulz), Berlin: Berliner Taschenbuch Verlag, 2008. ISBN 978-3-8333-0454-5
- Gedichte in: Neubuch (hrsg. v. Ron Winkler), Riemerling bei München: yedermann, 2008. ISBN 978-3-935269-37-7
- Gedichte in: Lyrik von Jetzt zwei (hrsg. v. Björn Kuhligk u. Jan Wagner), Berlin: Berlin Verlag 2008. ISBN 978-3-8270-0809-1